# Thomas Whalan
Thomas Edward Whalan (Sydney, 13 ottobre 1980) è un pallanuotista australiano attaccante della Nazionale australiana.
Dal 25 novembre 2017 è presidente della Federazione pallanuotistica dell'Australia.

## Biografia
Dopo le Olimpiadi di Pechino 2008 si è sposato con la nuotatrice connazionale Elka Graham.

## Carriera
Con la calottina del Barcellona ha vinto un campionato spagnolo ed una Coppa del Re, vittorie replicate anche con il Barceloneta  con l'aggiunta di due Supercoppe Spagnole, con il Savona è stato tre volte finalista in Coppa Italia ed una volta in Coppa LEN. 

### Nazionale
Con la nazionale maggiore ha partecipato a quattro Giochi Olimpici consecutivi, da Sydney 2000 a Londra 2012 nella quale fu anche capitano. Ha conquistato anche una medaglia di bronzo nella World League 2007.